# Цаккони, Эрмете
Эрмете Цаккони (итал. Ermete Zacconi; 1857—1948) — итальянский актёр театра и кино.

## Биография
Эрмете Цаккони родился 14 сентября 1857 года в городке Монтеккьо-Эмилия; на театральные подмостки вышел с юных лет, выступая вместе со своими родителями.

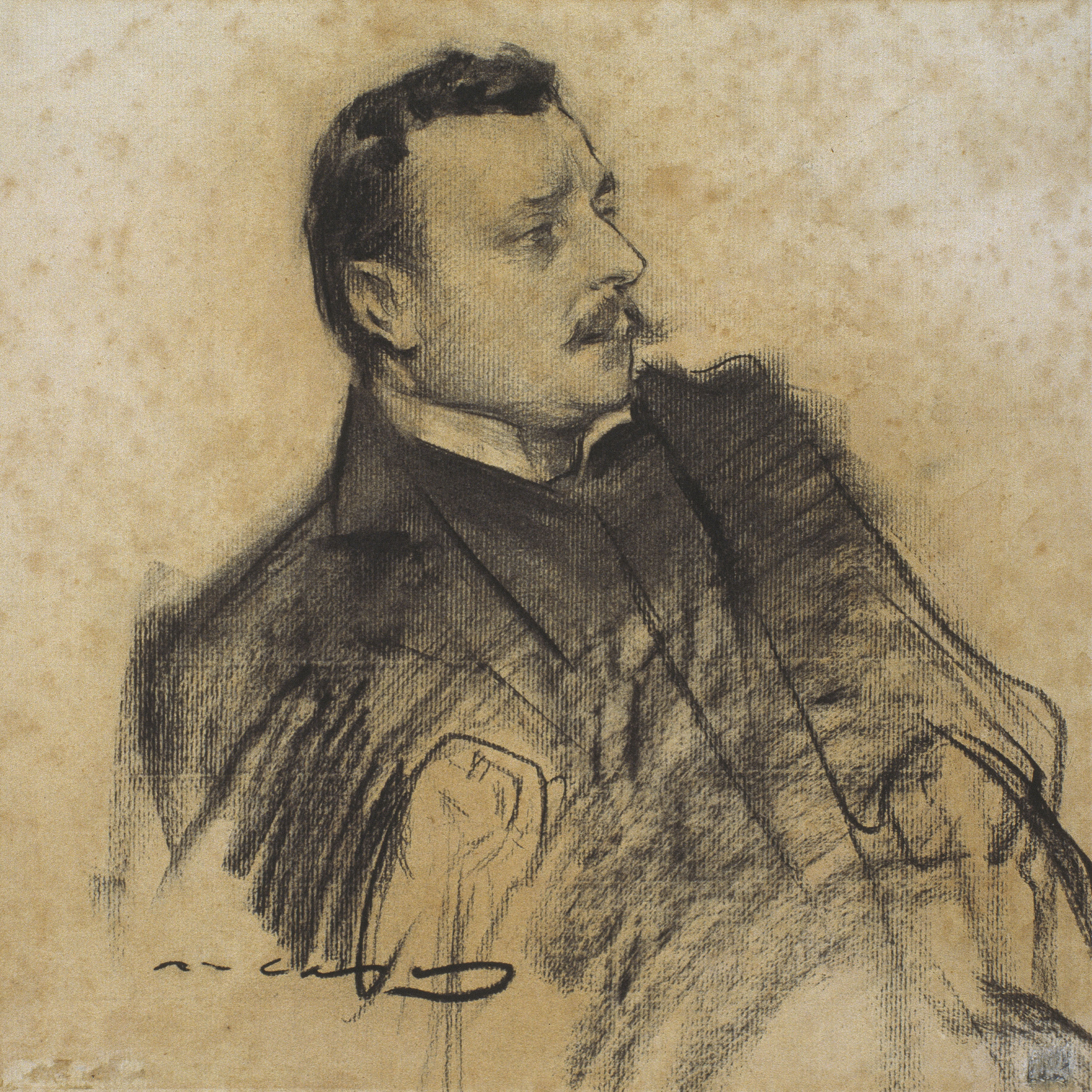
Эрмете Цаккони
(рис. Рамона Касаса)

У себя на родине приобрел известность тем, что познакомил итальянскую публику с «новой драмой» Генрика Ибсена.
По мнению некоторых критиков того времени, верха совершенства Цаккони достигает в роли Освальда из ибсеновских «Призраков», которого он изображает вполне натуралистически.
Э. Цаккони придерживается клинического взгляда на человеческую душу, объясняя сильные страсти расстройством организма, и потому нередко изображал героев всех трагедий ненормальными людьми с признаками физического и нравственного вырождения. Характерная черта его таланта состоит в том, что в разных ролях он до неузнаваемости менял весь свой облик, походку, голос.
Кроме пьес Ибсена, Цаккони особенно удавались в театре роли Кина, Коррадо в «Morte civile» Джакометти, помещика Кузовкина в «Нахлебнике» И. С. Тургенева. Шекспировские роли, по мнению критиков, исполнялись им менее удачно.
В 1941 году Эрмете Цаккони получил главную награду Венецианского кинофестиваля Кубок Вольпи за лучшую мужскую роль в фильме «Дон Бонапарт».
Эрмете Цаккони умер 14 октября 1948 года в Виареджо.